# Wolfgang Dachstein
Wolfgang Dachstein (* um 1487 in Offenburg an der Kinzig; † 7. März 1553 in Straßburg) war ein deutscher Organist, Komponist und Textdichter.

## Leben
Ab 1503 studierte Dachstein mit Martin Luther in Erfurt Musik und Theologie. Er trat in den Konvent der Dominikaner in Straßburg ein und wurde 1521 Organist an der Straßburger Thomaskirche. Im Frühjahr 1523 verließ er das Kloster und schloss sich der Reformation an. 1524 heiratete er.
1541 wurde Dachstein Organist am Straßburger Münster und zugleich Musiklehrer am dortigen Gymnasium. Er fügte sich dem Augsburger Interim und blieb dadurch in seinem Amt. Er war der erste bedeutende Organist der Reformation.
Dachstein stellte sein dichterisches und kompositorisches Können in den Dienst der Reformation. Er war an der Ausarbeitung der Gottesdienstordnung beteiligt und lieferte die deutschen Psalmen sowie die Melodien zum „Teutschen Kirchenampt 1525“, einem frühen Gesangbuch. Bekannt ist seine Bearbeitung des 137. Psalms „An Wasserflüssen Babylon“, welche sowohl im „Teutschen Kirchenampt 1525“ als auch in Luthers „Babstschem Gesangbuch“ von 1545 erscheint. Heute ist die Melodie unzertrennlich mit Paul Gerhardts Text „Ein Lämmlein geht und trägt die Schuld“ (EG 83) verbunden. Weiters stammen von Dachstein die Melodie zu „Im Frieden dein, o Herre mein“ (EG 222) und die zweite Melodie zu Martin Luthers „Aus tiefer Not schrei ich zu dir“ (EG 299 II). Auch in die Psaltervertonung von Sigmund Hemmel sind seine Psalmen eingegangen.